# أغوستين شتال
أغوستين شتال (بالإسبانية: Agustín Stahl)‏ هو عالم نبات أمريكي، ولد في 21 يناير 1842 في Aguadilla, Puerto Rico ‏ في الولايات المتحدة، وتوفي في 12 يوليو 1917 في بايامون في الولايات المتحدة.